# 윌 헌트
윌 헌트(Will Hunt, 1971년 9월 5일 ~ )는 미국의 드러머로, 에바네센스의 일원으로 활동하고 있다.